# الأسطول السادس (بحرية الولايات المتحدة)
الأسطول الأمريكي السادس (بالإنجليزية: United States Sixth Fleet) هو أسطول تابع لسلاح البحرية الأميركي، يتخد من قاعدة الإسناد البحري في المياه الإقليمية الإيطالية المحاذية لمطار نابولي قاعدة له. ومهمته ضمان الأمن والإستقرار في أوروبا وأفريقيا والبحر المتوسط . وقد أدى عدة مهمات منها الوقوف أمام السوفييت في حرب 6 أكتوبر وقصف ليبيا عام 1986 وكذلك شارك في التدخل العسكري في ليبيا 2011 وتولى مهمة الصيانة في حرب البوسنة. وهو أقوى التشكيلات العسكرية البحرية لحلف الناتو في منطقة جنوب الناتو وحمل اسم قوة الهجوم والتعزيز البحرية في جنوب أوروبا في تعريفات الناتو قبل أن يتغير اسمه إلى قوات الناتو البحرية للهجوم والتعزيز. في الوقت الحالي تتولى قيادة الأسطول سفينة القائد يو إس إس ماونت ويتني.
يتشكل الأسطول السادس من 40 سفينة و175 طائرة و21 الف شخص. وينقسم حسب التنظيم العسكري إلى ثلاث فئات: قوة مهمات وقوات تعزيز وهجوم بحري. ويضم في تشكيلاته سرب المدمرات الستون